# Елисеев, Василий Иванович
Васи́лий Ива́нович Елисе́ев (27 февраля 1927, село Пчелиновка, Бобровский уезд, Воронежская губерния — 4 марта 1991, Воронеж) — передовик производства, комсомольский деятель, бульдозерист Водораздельного строительного района Волго-Донского судоходного канала имени В. И. Ленина. Герой Социалистического Труда (1952).

## Биография
Родился 27 февраля 1927 года в крестьянской семье в селе Пчелиновка Бобровского уезда Воронежской губернии (ныне Бобровского района Воронежской области). Окончив семилетку в селе Хреновом, начал свою трудовую деятельность в колхозе. В 1937 году семья Василия Елисеева переехала в Улан-Удэ. Во время Великой Отечественной войны работал на военном заводе. С 1946 года проживал в Воронеже, где работал бульдозеристом во время восстановления города.
В 1949 году по комсомольской путёвке отправился на строительство Волго-Донского канала, где годом раньше начались начались земляные работы. В ходе строительства (находившегося в ведении Министерства внутренних дел СССР) было вынуто более 150 млн м³ земли и уложено 3 млн м³ бетона. Для прохождения полного пути из Волги в Дон сооружено 13 шлюзов. 31 мая 1952 года между 1-м и 2-м шлюзами соединились воды двух рек, а 1 июня по каналу уже началось движение судов. Канал был построен всего за 4,5 года — уникальный срок в мировой истории гидротехнического строительства.
Указом Президиума Верховного Совета СССР от 19 сентября 1952 года за особо выдающиеся заслуги и самоотверженную работу по строительству и вводу в эксплуатацию Волго-Донского судоходного канала имени В. И. Ленина, Цимлянской гидроэлектростанции и сооружений для орошения первой очереди в 100 тысяч гектаров засушливых земель в Ростовской области Василию Ивановичу Елисееву присвоено звание Героя Социалистического Труда с вручением ордена Ленина и золотой медали «Серп и Молот».
В дальнейшем трудился на строительстве Сталинградской ГЭС. Принимал участие в строительстве города Волжского и в установке мемориала Родина-мать в Волгограде. В 1964 году возвратился в Воронеж, где проработал до выхода на пенсию на заводе горно-обогатительного оборудования «Рудгормаш» в Левобережном районе.
Избирался в члены ЦК ВЛКСМ.
В 1987 году вышел на пенсию. Скончался 4 марта 1991 года в Воронеже на 65-м году жизни. Похоронен на городском Юго-Восточном кладбище.

## Память
8 мая 2014 года на территории воронежского завода «Рудгормаш» был установлен бюст Василия Елисеева.

## Награды
- медаль «Серп и Молот» (19.09.1952)
- орден Ленина (19.09.1952)
- медаль «За доблестный труд в Великой Отечественной войне 1941—1945 гг.»